# Rene Rinnekangas
Rene Rinnekangas (25 de setembre de 1999) és un surfista de neu finlandès. Practica les disciplines de migtub, slopestyle i big air. Va participar en els Jocs olímpics d'hivern de 2018 a Pyeongchang i als Winter X Games de 2019 a Aspen, on va guanyar la medalla d'argent en slopestyle. També va quedar en cinquè lloc al big air en els següents Campionats del Món a Park City.